# Maratona aquática no Campeonato Mundial de Esportes Aquáticos de 2023 - 10 km masculino

A competição de maratona aquática na categoria 10km masculino no Campeonato Mundial de Esportes Aquáticos de 2023 fora realizada no dia 16 de julho de 2023 no Seaside Momochi Beach Park em Fukuoka, no Japão. Ao todo, 69 competidores de 43 Comitês Olímpicos Nacionais estavam previstos para participarem do evento.

## Cronograma
Todos os horários estão na Hora Legal Japonesa (UTC+09).
| Data        | Hora  | Evento |
| ----------- | ----- | ------ |
| 16 de junho | 08:00 | Final  |

## Medalhistas
| Ouro                         | Prata                       | Bronze                   |
| Florian Wellbrock · Alemanha | Kristóf Rasovszky · Hungria | Oliver Klemet · Alemanha |

## Resultados
| Pos.              | Nadador               | CON            | Tempo      |
| ----------------- | --------------------- | -------------- | ---------- |
| Medalha de ouro   | Florian Wellbrock     | Alemanha       | 1:50:40.30 |
| Medalha de prata  | Kristóf Rasovszky     | Hungria        | 1:50:59.00 |
| Medalha de bronze | Oliver Klemet         | Alemanha       | 1:51:00.80 |
| 4                 | Domenico Acerenza     | Itália         | 1:51:16.70 |
| 5                 | Gregorio Paltrinieri  | Itália         | 1:51:40.70 |
| 6                 | Athanasios Kynigakis  | Grécia         | 1:51:42.10 |
| 7                 | Nicholas Sloman       | Austrália      | 1:51:42.20 |
| 8                 | Matan Roditi          | Israel         | 1:51:43.80 |
| 9                 | Logan Fontaine        | França         | 1:52:41.70 |
| 10                | Hector Pardoe         | Reino Unido    | 1:53:04.20 |
| 11                | Paulo Strehlke        | México         | 1:53:04.40 |
| 12                | Sacha Velly           | França         | 1:53:14.70 |
| 13                | Martin Straka         | Chéquia        | 1:53:16.20 |
| 14                | David Farinango       | Equador        | 1:53:17.10 |
| 15                | Esteban Enderica      | Equador        | 1:53:18.70 |
| 16                | Dávid Betlehem        | Hungria        | 1:53:30.90 |
| 17                | Jan Hercog            | Áustria        | 1:54:02.20 |
| 18                | Logan Vanhuys         | Bélgica        | 1:54:03.10 |
| 19                | Guillem Pujol         | Espanha        | 1:54:03.10 |
| 20                | Tiago Campos          | Portugal       | 1:54:05.50 |
| 21                | Franco Cassini        | Argentina      | 1:54:07.40 |
| 22                | Kaiki Furuhata        | Japão          | 1:54:07.70 |
| 23                | Diogo Cardoso         | Portugal       | 1:54:08.70 |
| 24                | Joaquín Moreno        | Argentina      | 1:54:09.70 |
| 25                | Asterios Daldogiannis | Grécia         | 1:54:10.30 |
| 26                | Christian Schreier    | Suíça          | 1:54:11.50 |
| 27                | Diogo Villarinho      | Brasil         | 1:54:12.20 |
| 28                | Taishin Minamide      | Japão          | 1:54:12.60 |
| 29                | Daniel Delgadillo     | México         | 1:54:12.70 |
| 30                | Brennan Gravley       | Estados Unidos | 1:54:13.00 |
| 31                | Eric Hedlin           | Canadá         | 1:54:25.40 |
| 32                | Eric Brown            | Canadá         | 1:55:31.20 |
| 33                | Alexandre Finco       | Brasil         | 1:55:32.50 |
| 34                | Bailey Armstrong      | Austrália      | 1:55:32.80 |
| 35                | Yonatan Ahdut         | Israel         | 1:57:05.20 |
| 36                | Joey Tepper           | Estados Unidos | 1:57:23.90 |
| 37                | Ondřej Zach           | Chéquia        | 1:57:36.70 |
| 38                | Cho Cheng-chi         | Taipé Chinesa  | 1:59:19.70 |
| 39                | Park Jae-hun          | Coreia do Sul  | 2:00:09.50 |
| 40                | Johndry Segovia       | Venezuela      | 2:00:20.50 |
| 41                | Lan Tianchen          | China          | 2:00:37.50 |
| 42                | Théo Druenne          | Mónaco         | 2:00:46.80 |
| 43                | Connor Buck           | África do Sul  | 2:01:34.70 |
| 44                | Adrián Ywanaga        | Peru           | 2:02:36.00 |
| 45                | Lev Cherepanov        | Cazaquistão    | 2:03:08.40 |
| 46                | Zhang Ziyang          | China          | 2:03:46.20 |
| 47                | Anurag Singh          | Índia          | 2:03:52.50 |
| 48                | William Yan Thorley   | Hong Kong      | 2:04:20.40 |
| 49                | Tomáš Peciar          | Eslováquia     | 2:04:22.20 |
| 50                | Jeison Rojas          | Costa Rica     | 2:04:33.10 |
| 51                | Aflah Fadlan Prawira  | Indonésia      | 2:04:41.70 |
| 52                | Joshua Ashley         | África do Sul  | 2:04:53.60 |
| 53                | Tanakrit Kittiya      | Tailândia      | 2:05:07.40 |
| 54                | Keith Sin             | Hong Kong      | 2:05:36.10 |
| 55                | Ritchie Oh            | Singapura      | 2:05:36.30 |
| 56                | Daniil Androssov      | Cazaquistão    | 2:05:36.40 |
| 57                | Diego Vera            | Venezuela      | 2:05:47.80 |
| 58                | Christian Bayo        | Porto Rico     | 2:06:01.90 |
| 59                | Sung Jun-ho           | Coreia do Sul  | 2:06:23.80 |
| 60                | Jamarr Bruno          | Porto Rico     | 2:10:19.80 |
| 61                | Damien Payet          | Seicheles      | 2:11:03.30 |
| 62                | Maximiliano Paccot    | Uruguai        | 2:11:12.60 |
| 63                | Santiago Reyes        | Guatemala      | 2:12:45.30 |
| 64                | Nikita Kornilov       | Uzbequistão    | 2:16:01.90 |
| 65                | Fernando Ponce        | Guatemala      | 2:18:54.50 |
| 66                | David Calderón        | Bolívia        | DNF        |
| 67                | Khomchan Wichachai    | Tailândia      | DNF        |
| 68                | Artyom Lukasevits     | Singapura      | DNS        |
| 69                | Juan Morales          | Colômbia       | DNS        |

Legenda
| Recorde mundial      | Recorde mundial (World record)               |                       | Recorde africano                      | Recorde africano (African) |                                           | Q | Classificado por posição (Qualified) |
| Recorde olímpico     | Recorde olímpico (Olympic record)            | Recorde da América    | Recorde da América (Americas)         | q                          | Classificado por melhor tempo (Qualified) |   |                                      |
| Melhor marca do ano  | Melhor marca do ano (World leading)          | Recorde asiático      | Recorde asiático (Asian)              | DNS                        | Não largou (Did not start)                |   |                                      |
| Recorde nacional     | Recorde nacional (National record)           | Recorde europeu       | Recorde europeu (European)            | DNF                        | Não terminou (Did not finish)             |   |                                      |
| Recorde pessoal      | Recorde pessoal do atleta (Personal best)    | Recorde da Oceania    | Recorde da Oceania (Oceania)          | DSQ / DQ                   | Desclassificado (Disqualified)            |   |                                      |
| Recorde da temporada | Recorde da temporada do atleta (Season best) | Recorde sul-americano | Recorde sul-americano (South America) | NM                         | Sem marca (No mark)                       |   |                                      |